# Flavio Bianchi
Pour les articles homonymes, voir Bianchi.
Flavio Bianchi, né le 24 janvier 2000 à Asti en Italie, est un footballeur italien, qui joue au poste d'avant-centre au Brescia Calcio.

## Biographie

### En club
Né à Asti en Italie, Flavio Bianchi est formé par le Genoa CFC. Lors de la saison 2017-2018 il est prêté au Torino FC où il joue avec la Primavera. Il remporte notamment la coupe d'Italie de la catégorie cette saison-là. Il fait ensuite son retour au Genoa et en 2019 il est élu meilleur joueur du Tournoi de Viareggio. Buteur prolifique avec les équipes de jeunes, il se distingue notamment en 2019-2020 en marquant 13 buts en 13 matchs avec la Primavera du Genoa, faisant de lui le meilleur buteur de l'équipe.
Bianchi commence toutefois sa carrière au Lucchese 1905, en Serie C, où il est prêté le 17 septembre 2020, pour une saison. Il joue son premier match le 27 septembre 2020, lors de la première journée de la saison 2020-2021, contre l'US Pergolettese. Bianchi est titularisé et inscrit également son premier but mais les deux équipes se neutralisent (3-3 score final).
De retour au Genoa CFC après sa saison réussie en prêt, il est intégré à l'équipe première. Il découvre la Serie A, l'élite du football italien, jouant son premier dans cette compétition le 21 août 2021 contre l'Inter Milan. Il entre en jeu à la place d'Hernani lors de cette rencontre perdue par son équipe par quatre buts à zéro. Il inscrit son premier but pour le Genoa et en Serie A le 5 novembre 2021 contre l'Empoli FC. Entré en jeu à la place de Pablo Galdames, il marque en fin de match et permet à son équipe d'obtenir le point du match nul (2-2 score final),.
Le 28 janvier 2022, Flavio Bianchi est prêté au Brescia Calcio jusqu'à la fin de la saison, soit jusqu'en juin 2022.

### En sélection
Flavio Bianchi commence sa carrière internationale avec l'équipe d'Italie des moins de 15 ans, avec laquelle il joue sept matchs et marque un but en 2015.
Bianchi compte deux sélections avec les moins de 18 ans, toutes les deux obtenues en 2017.